# Collegio dei Bergamaschi

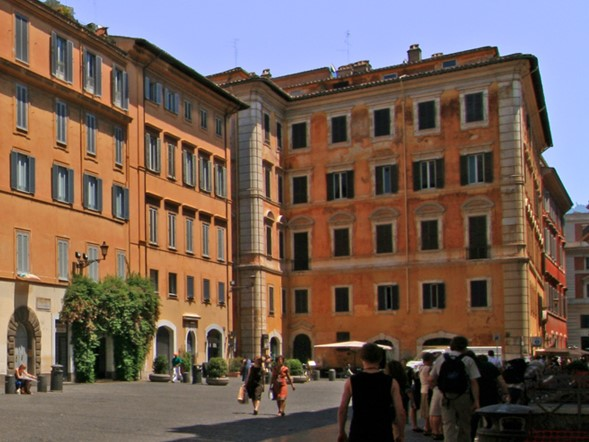
Vista do palácio na Piazza di Pietra.

Collegio dei Bergamaschi é um palácio localizado na esquina da Via di Pietra com a Via dei Bergamaschi, bem de frente para a Piazza di Pietra, no rione Colonna de Roma. Em 1729, a comunidade dos habitantes de Bérgamo, uma cidade perto de Milão, vivendo em Roma, a Arcinconfraternità dei Bergamaschi, edificou um grande quarteirão entre a Piazza Colonna e a Piazza di Pietra. Nele construíram um hospital, um colégio para estudantes bergamenses e a igreja de Santi Bartolomeo e Alessandro dei Bergamaschi. Além disto, construíram também apartamentos para aluguel que serviam de fonte de renda. Gabriele Vavassori, o arquiteto que projetou a suntuosa fachada do Palazzo Pamphilj a Via del Corso, era um membro da comunidade e deixou sua marca no portal principal do Collegio, o único ponto mais relevante na decoração.
Atualmente o piso térreo abriga o Gran Caffè la Caffettiera.